# Alexandros Nikolaidis
Alexandros Nikolaidis, född 17 oktober 1979 i Thessaloniki, död 14 oktober 2022 i Thessaloniki, var en grekisk taekwondoutövare. 
Han tog OS-silver i tungviktsklassen i samband med de olympiska taekwondo-turneringarna 2004 i Aten efter att ha förlorat mot sydkoreanen Moon Dae-sung. Han vann ännu en silvermedalj i fyra år senare i Peking efter en förlust mot sydkoreanen Cha Dong-min i finalen.